# Villa Sagredo (Carpenedo)
Villa Sagredo o, più comunemente, ca' Sagredo era una villa veneta situata nell'antico colmello di San Nicolò, l'attuale Favorita di Venezia (a nord di Carpenedo).
Si estendeva su circa quattro ettari di terreno, presso l'incrocio tra le vie Ca' Sagredo e Doriano.

## Storia
Nel Quattrocento il fondo su cui insisteva ca' Sagredo era stato dei Contarini, ai quali erano successi i Tiepolo verso la fine dello stesso secolo. In questo periodo è attestata solo l'esistenza di una casa colonica e di un casone, entrambi rivolti a sud.
Nel 1560 il terreno veniva acquistato da Nicolò di Bernardo Sagredo, il quale lo affidò a tale Zuan Maria Marchetto detto "Moro" contentandosi di un affitto basso non essendo i campi particolarmente fertili. Solo verso il 1640 i discendenti Nicolò e Alvise di Zaccaria Sagredo (che diverranno rispettivamente doge e patriarca di Venezia) intrapresero la costruzione della villa, il cui aspetto ci è noto grazie a dei disegni dell'epoca.
Durante il turbolento periodo napoleonico la villa fu gravemente danneggiata dagli eserciti di passaggio e questo portò i Sagredo a liberarsene. Nel 1804 buona parte degli edifici venne abbattuta (si salvarono solo alcune adiacenze) e il giardino fu distrutto. Nel 1810 ciò che restava fu venduto a Nicolò Baretta che attuò ulteriori demolizioni.
Nel 1950 venne demolita l'ormai cadente cappellina. Il materiale recuperato venne reimpiegato nella costruzione della parrocchiale della Favorita.

## Descrizione
La casa padronale era un edificio imponente, sviluppato, si stima, su 750 m² di superficie e 10 000 m³ di volume. Era costituito da due livelli più sottotetto, con il fronte principale rivolto a sud; il piano terra si caratterizzava per la facciata a bugnato, mentre il piano nobile era esaltato da otto semicolonne con le quattro centrali a sorreggere un timpano triangolare. Ai lati della fila di semicolonne si trovavano due meridiane, l'una solare, l'altra zodiacale. Dal centro del palazzo si dipartivano quattro stradoni perpendicolari, dei quali si è conservato quello diretto a levante (l'odierna via Castelcigoto).
Grazie a un inventario del 1738 è possibile delineare l'organizzazione degli ambienti interni. Il pianoterra era suddiviso in quattro ambienti principali, tra i quali si frapponevano alcuni ammezzati: la cucina a nordovest e tre vasti saloni negli angoli rimanenti. Questo schema era sostanzialmente ripetuto al livello superiore; dei vari ambienti, vanno ricordate la camera "degli stucchi", quella "dei ritratti" e quella "dei pavoni" (raffigurati in alcuni dipinti). In uno dei locali era allestito anche un oratorio strettamente privato, che si aggiungeva alla chiesetta posta all'esterno della proprietà.
Sul retro si trovavano due barchesse simmetriche, con pianta a L aperta verso l'esterno. 
L'elemento di maggior pregio era senza dubbio il parco, curato dal botanico Paolo Bartolomeo Clarici. Si trattava di un vasto giardino all'italiana, suddiviso in aiole dalle complicate forme geometriche, ciascuna caratterizzata da diverse coltivazioni. Completavano l'insieme elementi decorativi e opere d'arte, in particolare le effigi di alcune personalità storiche.
Appena fuori dal perimetro della proprietà, verso ponente, si trovava la cappella intitolata a san Gerardo Sagredo e a san Nicolò, voluto dal patriarca Alvise Sagredo. L'elegante edificio fu risparmiato dalle demolizioni ottocentesche in quanto i Sagredo, nel cedere la villa al Baretta, avevano predisposto 1 000 ducati per farvi celebrare una messa nei giorni festivi. Nonostante l'impegno del nuovo titolare, con il trascorrere del tempo questa usanza venne sempre meno (anche per la scarsità di sacerdoti nella parrocchia di Carpenedo) e i fedeli del luogo vennero gradualmente dirottati verso l'oratorio di villa Scopinich. Nel periodo tra le due guerre mondiali, alla vigilia della sua demolizione, vi si recitava solo il rosario. Di questa costruzione resta un altare e una statua di San Gerardo, trasferiti nella parrocchiale della Favorita.
Va infine citata quella che doveva essere una pertinenza della villa, un edificio porticato situato più a sud, lungo via Terraglietto.